# Bolsaja Glusica-i járás

A Bolsaja Glusica-i járás a Szamarai területen

A Bolsaja Glusica-i járás (oroszul Большеглушицкий район) Oroszország egyik járása a Szamarai területen. Székhelye Bolsaja Glusica.

## Népesség
- 1989-ben 21 388 lakosa volt, melyből 972 baskír.
- 2002-ben 21 626 lakosa volt, melynek 80,66%-a orosz.
- 2010-ben 20 477 lakosa volt, melynek 82,7%-a orosz, 4,1%-a kazah, 3,7%-a csuvas, 3,3%-a baskír, 1,4%-a mari, 1,2%-a mordvin, 1,1%-a tatár.